# Foro mundial del Holocausto

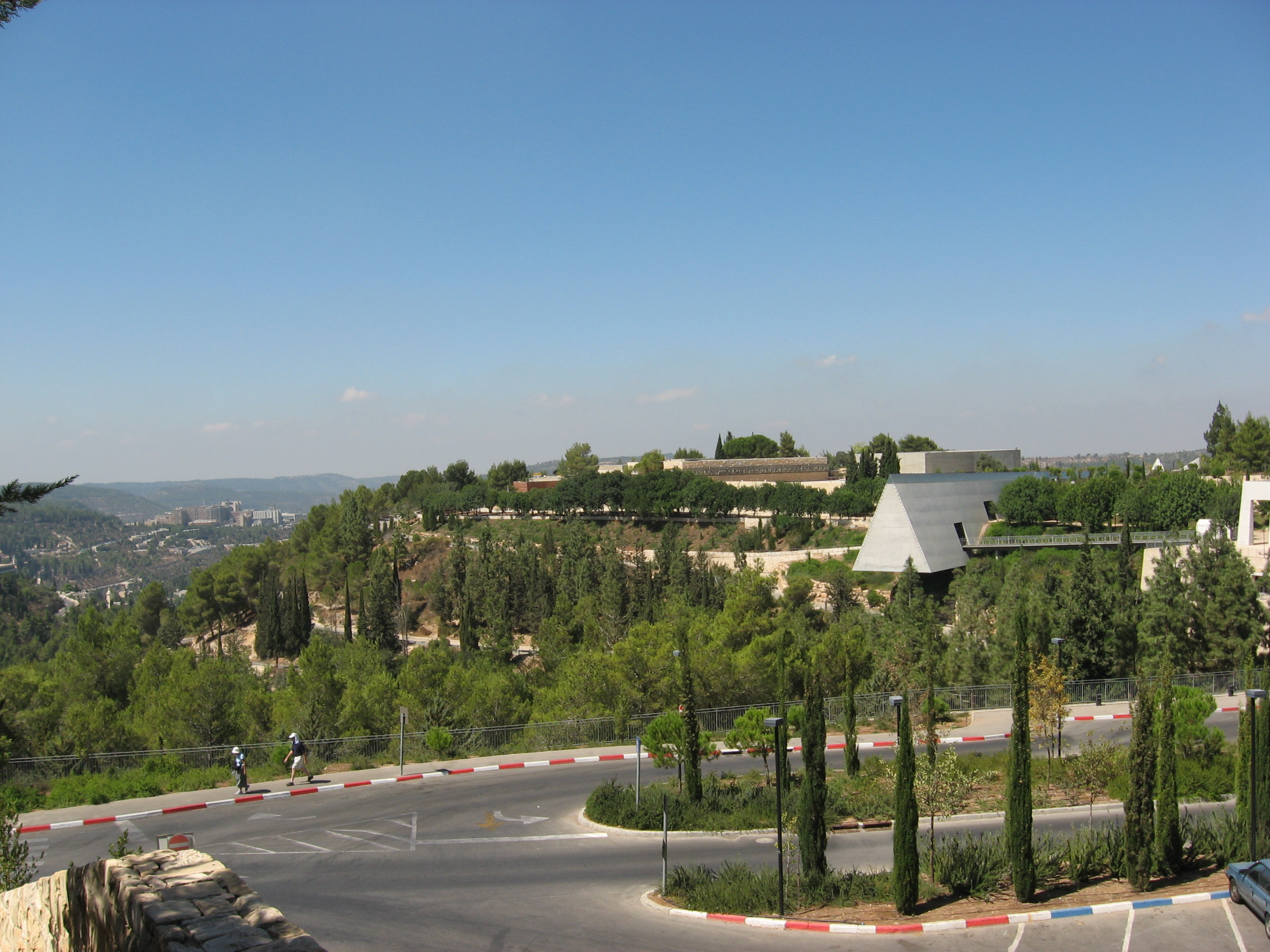
Yad Vashem, el museo del Holocausto de Jerusalén (visto desde el monte Herzl)

El Foro mundial del Holocausto (también conocido como World Forum «Let My People Live!») comprende una serie de actividades destinadas a preservar la memoria de las atrocidades del Holocausto. 
Ya se han celebrado cinco foros mundiales; el primero en 2005 en Cracovia (Polonia). 
Para organizar y apoyar el foro mundial, se estableció una fundación especial en 2005, bajo la presidencia de Viatcheslav Moshe Kantor, presidente del Congreso Judío Europeo y presidente del comité organizador del foro. 

## Primer foro mundial
El primer foro mundial «¡Dejen a mi pueblo vivir!» se celebró en 2005 en Cracovia (Polonia) para conmemorar los 60 años desde la liberación del campo de concentración Auschwitz-Birkenau. Al Primer Foro asistieron más de 20 delegaciones oficiales dirigidas por sus jefes de Estado, entre ellos el presidente de la Federación de Rusia, Vladímir Putin, el presidente de Israel, Moshe Katsav, el presidente de Polonia, Aleksander Kwaśniewski, y el vicepresidente de Estados Unidos, Richard Cheney.. El primer foro mundial recibió una amplia cobertura mediática.

## Segundo foro mundial
El segundo foro mundial «Let My People Live!» se celebró en 2006 en Kiev bajo los auspicios del presidente de Ucrania, Viktor Yushchenko, para conmemorar los 65 años de la tragedia de Babi Yar. Asistieron al foro más de 1.000 personas de 60 países, incluidos representantes de organizaciones políticas y públicas internacionales, entre ellas la ONU, la Unión Europea, el Consejo de Europa, el Congreso Judío Mundial, el Congreso Judío Europeo, el Congreso Judío Americano, el Fondo Judío Europeo, etc.
La Declaración del Foro Mundial del Holocausto fue adoptada al final en el segundo foro y llama a preservar la memoria sobre los trágicos eventos de la Segunda Guerra Mundial y unir esfuerzos en la lucha contra la xenofobia, el antisemitismo y el terrorismo internacional.

## Días del recuerdo del Holocausto en Bruselas
El 25 de enero de 2011, en el Parlamento Europeo en Bruselas, en vísperas del Día Internacional de Recordación del Holocausto, tuvo lugar una reunión de conmemoración dedicada a la memoria del Holocausto. Fue programado para el 66 aniversario de la liberación del campo de concentración Auschwitz-Birkenau por el ejército soviético. Entre los principales organizadores del evento se encontraban el Congreso Judío Europeo, el Centro de la Comunidad Judía Europea, la Coalición Europea para Israel, así como el Parlamento Europeo y el Ministerio de Información y Diáspora de Israel. El presidente del Congreso Judío Europeo, Moshe Kantor, el presidente del Parlamento Europeo, Jerzy Buzek, el ministro de Información y Diáspora de Israel, Yuli Edelstein, el rabino mayor de Tel Aviv, Israel Meir Lau, se dirigieron a la audiencia de quienes acudieron para conmemorar a las víctimas de el Holocausto. Catherine Ashton, la alta representante de la UE para asuntos exteriores y política de seguridad se convirtió en la invitada de honor en este evento. 

## Segundo día de la recordación del Holocausto
El siguiente Día del Recuerdo del Holocausto se celebró el 24 de enero de 2012 en el edificio del Parlamento Europeo en Bruselas, bajo el patrocinio del presidente del Parlamento Europeo. Este evento se programó a 70 años desde la Conferencia de Wannsee y a 50 años del final del juicio de Adolf Eichmann. Entre los invitados a este evento se encontraban el presidente del Parlamento Europeo, Martin Schulz, el ministro de diplomacia pública de Israel y la diáspora Yuli Edelstein, así como muchos otros funcionarios y embajadores europeos.
También se celebraron eventos conmemorativos para el Día Internacional de Recordación del Holocausto en el Parlamento Europeo en 2013 y 2014. En 2013, el evento tuvo una característica importante y fue el patrocinio personal del presidente del Parlamento Europeo, Martin Schulz, quien declaró el Día Internacional de Recordación del Holocausto como un evento anual oficial para el Parlamento Europeo a partir de 2013. 

## Tercer foro «¡Dejen a mi pueblo vivir!»

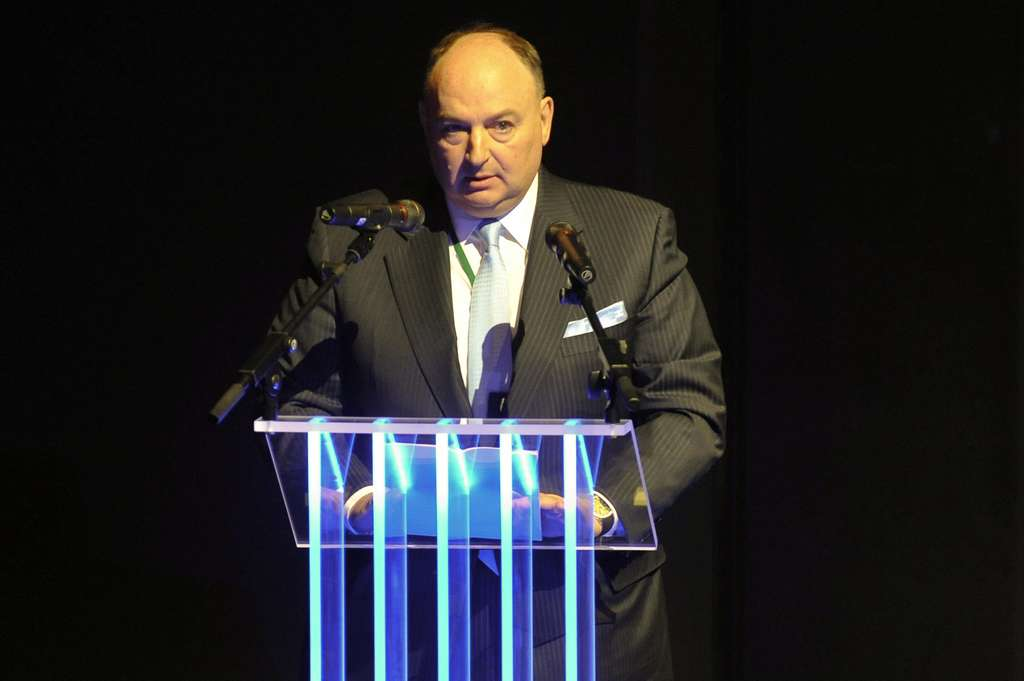
Viatcheslav Moshe Kantor, presidente del EJC, líder y organizador del foro

El tercer foro mundial «Let My People Live!» tuvo lugar el 27 de enero de 2010 en Cracovia, Polonia y se dedicó al 65 aniversario de la liberación de Auschwitz-Birkenau. El tercer Foro Mundial del Holocausto tuvo como objetivo preservar los recuerdos de los eventos de la Segunda Guerra Mundial, crear conexiones entre el pasado y el futuro y evitar cualquier nueva ocurrencia de las tragedias del pasado. El presidente del Congreso Judío Europeo, Viatcheslav Moshe Kantor, fue el líder y organizador del proyecto.
El foro fue el primero de una larga lista de eventos conmemorativos planificados para 2010 en observar el 65 aniversario de la victoria en la Segunda Guerra Mundial. Fue un punto de partida de importancia política destinado a atraer la atención de la comunidad global y recordar al público la lucha sin igual de los miembros de la coalición aliada contra el fascismo y el papel decisivo de la Unión Soviética en la liberación de Europa. 
Al foro asistieron un grupo de 100 diputados del Parlamento Europeo encabezados por Jerzy Buzek, representantes de otras instituciones europeas y delegaciones oficiales de todo el mundo. Ivan Martynushkin y Yakov Vinnichenko, ambos veteranos de la Segunda Guerra Mundial y libertadores de Auschwitz-Birkenau, se encontraban entre los invitados honorarios.
El tercer foro mundial «¡Dejen a mi pueblo vivir!» contó con los siguientes participantes:  
- Viatcheslav Moshe Kantor, presidente del Congreso Judío Europeo y líder y organizador del Foro.
- Jerzy Buzek, presidente del Parlamento Europeo.
- Aleksander Kwaśniewski, expresidente de la República de Polonia, presidente del Consejo Europeo de Tolerancia y Reconciliación.
- Israel Meir Lau, rabino jefe de Tel Aviv y sobreviviente de Buchenwald.
- Avner Shalev, presidente de la Dirección de Yad Vashem.
- Ronald Lauder, Presidente del Congreso Judío Mundial.[10]

El presidente estadounidense Barack Obama y el presidente de Francia Nicolas Sarkozy enviaron sus mensajes al foro. En los discursos de ambos líderes se pidió a la comunidad mundial que siempre recordara las tragedias del pasado, y sugirieron que la memoria debería ser un factor permanente de la política. 
El principal resultado del foro fue el anuncio de la iniciativa para establecer una nueva institución educativa y de investigación especial, llamada «Universidad Paneuropea de Seguridad y Tolerancia Global». El objetivo clave de la nueva organización será ayudar a la comunidad internacional en su lucha por la seguridad mundial frente a los desafíos que plantea el extremismo. La Universidad se centrará en organizar programas educativos interculturales diseñados para armonizar el desarrollo de la cooperación y la educación internacional.

## Cuarto foro internacional «¡Dejen a mi pueblo vivir!»
Del 26 al 27 de enero de 2015, la Cuarta Internacional "Let My People Live!" El foro se celebró en Praga y Terezín (República Checa) para conmemorar el 70 aniversario de la liberación del campo de concentración de Auschwitz-Birkenau. Varios cientos de invitados distinguidos, incluidos jefes de Estado, líderes políticos, miembros del parlamento, diplomáticos, académicos y figuras públicas de muchos países, algunos de los pocos libertadores sobrevivientes de Auschwitz-Birkenau, Leonty Brandt, ex prisioneros de los campos de concentración y sobrevivientes del Holocausto asistieron al evento.
El evento de dos días consistió en dos partes principales, el Foro de la Sociedad Civil Mundial celebrado en el Castillo de Praga, y la ceremonia conmemorativa en Terezín, centrada en recordar el pasado y reflexionar sobre el presente, en un momento en que el aumento del antisemitismo y la intolerancia plantean un amenaza, no solo para la supervivencia de las comunidades judías en Europa, sino también para la seguridad de Europa en su conjunto. 
Al foro, organizado por el Congreso Judío Europeo y la Fundación del Foro Mundial del Holocausto con el Parlamento Europeo y su presidente Martin Schulz, asistieron más de 900 invitados, incluidas 30 delegaciones oficiales y representantes de parlamentos, jefes de Estado europeos y celebridades internacionales, expertos y académicos, que se reunieron en el Castillo de Praga para participar en tres paneles de discusión centrados en el antisemitismo, el neonazismo y el radicalismo religioso. 
El conocido activista estadounidense de derechos humanos Abraham Foxman, historiador y profesor de la Universidad de Yale, Timothy David Snyder, el escritor y filósofo francés Bernard-Henri Lévy, el jefe de la Gran Asamblea Nacional de Turquía, Cemil Çiçek, presidente de la Cámara de Diputados de Rumania, Valeriu Zgonea, y otras personas preeminentes asistieron al primer día del Foro. Rusia estuvo representada por el vicepresidente del Consejo de la Federación, Ilyas Umakhanov, y el presidente del Foro Público Mundial, Diálogo de Civilizaciones, Vladimir Yakunin.
El presidente del Congreso Judío Europeo, Viatcheslav Moshe Kantor, el primer ministro checo, Bohuslav Sobotka, el presidente de la Cámara de Diputados del Parlamento checo, Jan Hamáček, y el presidente del Senado checo, Milan Štěch, se dirigieron a la audiencia. 
El 27 de enero de 2015, el presidente checo Miloš Zeman organizó la sesión final del foro y la ceremonia oficial para conmemorar a las víctimas del Holocausto. La Filarmónica Nacional de Rusia, 98 músicos bajo la dirección de Vladimir Spivakov, interpretó el concierto para orquesta «Yellow Stars» para orquesta de Isaac Schwartz, acompañado de un video sobre la historia del Holocausto. Después de un minuto de silencio simultáneo, en los otros tres campos de concentración, los invitados fueron invitados a participar de la ceremonia conmemorativa en Theresienstadt, un campo de concentración que sirvió como estación de tránsito, en el camino a otros campos de exterminio. Los reclusos de Theresienstadt incluyeron muchos músicos, compositores, dibujantes y poetas, que mantuvieron su arte publicando la revista «Vedem». El famoso cantante Joseph Malovany y el ganador del premio Óscar, sir Ben Kingsley se presentaron en la ceremonia. 
Al concluir el cuarto foro internacional del Holocausto, los participantes adoptaron una declaración sobre la lucha contra el antisemitismo y los delitos de odio.

## Quinto foro mundial del Holocausto
El 23 de enero de 2020 en Jerusalén, Israel, se llevó a cabo el Quinto Foro Mundial del Holocausto, titulado «Recordando el Holocausto, luchando contra el antisemitismo». Al foro asistieron 49 delegaciones de alto nivel. El organizador y fundador del foro fue el presidente de la Fundación del Foro Mundial del Holocausto y el presidente del Congreso Judío Europeo Viatcheslav Moshe Kantor, en cooperación con el centro Yad Vashem, bajo los auspicios del presidente del Estado de Israel Reuven Rivlin.
El foro fue programado para coincidir con el 75 aniversario de la liberación del campo de concentración nazi Auschwitz-Birkenau por el Ejército Rojo (27 de enero de 1945) y el Día Internacional de Recordación del Holocausto.
El presidente de Rusia Vladímir Putin, el vicepresidente de los Estados Unidos Mike Pence, el presidente de Francia Emmanuel Macron, el presidente de Alemania Frank-Walter Steinmeier, el presidente de Italia Sergio Mattarella, el presidente de Austria Alexander Van der Bellen y su alteza real el príncipe Carlos de Gales, la presidenta de la Cámara de Representantes de  EE. UU. Nancy Pelosi, se encontraron con otros líderes que participaron en este evento histórico, así como presidentes de Argentina, Bulgaria, Croacia, Chipre, Finlandia, Georgia, Hungría, Rumania, Serbia, Eslovaquia, Ucrania, primeros ministros de Chequia, Dinamarca, Suecia y los reyes de Bélgica, Países Bajos, Noruega y España, y el representante de la Santa Sede, el cardenal Kurt Koch.
El presidente polaco Andrzej Duda se negó a participar en el evento, a pesar de haber sido invitado, porque no se le dio la oportunidad de hablar. Duda criticó el evento por darle la oportunidad de hablar al presidente ruso Vladímir Putin, quien en las últimas semanas cuestionó a Polonia respecto de su desempeño durante la Segunda Guerra Mundial. El presidente de Lituania Gitanas Nauseda ha respaldado la posición del presidente Duda y también se retiró de la cumbre.